# St Petersburg
«St Petersburg» (Санкт-Петербург) — альбом оперных арий, сочиненных итальянскими композиторами эпохи музыки барокко, трудившимися при русском дворе в XVIII веке. Записан Чечилией Бартоли.

## Концепция
В альбоме впервые представлены произведения оперной музыки XVIII века в стиле барокко, созданные европейскими композиторами для русского императорского двора. Долгое время считалось, что их нотные записи были утрачены, однако для Чечилии Бартоли они были найдены в архивах Мариинского театра.

Ч. Бартоли: Дело в том, что проект «Санкт-Петербург» для меня начался много лет назад. Когда я училась в консерватории, у нас, разумеется, была дисциплина под названием «история музыки». На лекциях по этому предмету учителя говорили, что русская опера началась с «Жизни за царя» Михаила Глинки в 1836 году. Вот что я знала тогда, будучи молодой итальянской певицей, сконцентрированной на Россини и другом подобном репертуаре. Потом я пришла к барочной музыке и, изучая её самостоятельно, всё время наталкивалась на информацию о том, что множество итальянских композиторов уезжали работать в Петербург. И было это за 100 лет до Глинки! Я задалась вопросом: кто эти композиторы и что они там делали? И начала своё расследование. Вначале мои розыски наталкивались на серьёзные затруднения. Вы моложе меня и, может быть, не помните, что в те времена в вашу страну было непросто приехать. После перестройки стало легче, но проблемы с доступом в архивы оставались. (…) в 2004 году, как вы напомнили, я приехала и наконец начала своё исследование. А во второй приезд в 2012-м продолжила: нашла великолепный музыкальный материал и узнала удивительные истории не только об итальянцах при дворе, но и о великих русских царицах, которые их приглашали, — Анне, Елизавете и Екатерине. Так и родилась концепция альбома: зарубежные композиторы в Петербурге и три царицы, сделавшие очень много для культуры в вашей стране..

Альбом был записан Бартоли совместно с швейцарским камерным оркестром I Barocchisti под управлением Диего Фасолиса. Издание осуществлено при финансовой поддержке Геннадия Тимченко. На этом альбоме Бартоли впервые пела на русском языке.
Мировая премьера состоялась в Версальском дворце в октябре 2014 года при поддержке Благотворительного фонда Елены и Геннадия Тимченко. В дальнейшем планировался концертный тур в поддержку альбома.

## Содержание
1. Франческо Арайя — «Vado a morir» («Сила любви и ненависти»)
2. Герман Раупах — «Разверзи пес гортани лая» (ария Геркулеса из оперы «Альцеста», либретто Александра Сумарокова, 1758)
3. Герман Раупах — «Иду на смерть» (ария Альцесты из оперы «Альцеста», либретто Александра Сумарокова, 1758)
4. Герман Раупах — «O placido il mare» (ария Лаодиче из оперы «Сирой, царь персидский»)
5. Доменико Даль'Ольо / Луиджи Мадонис — «De miei Figli» (Пролог к опере «Милосердие Тита»)
6. Винченцо Манфредини — «Fra' lacci tu mi credi» («Карл Великий»)
7. Франческо Арайя — «Pastor che a notte ombrosa» (ария Деметрио из оперы «Селевк»)
8. Герман Раупах — Marcia («Альцеста»)
9. Винченцо Манфредини — «Non turbar que' vagi rai» («Карл Великий»)
10. Доменико Чимароза — «Agitata in tante pene» («Дева Солнца»)
11. Винченцо Манфредини — «A noi vivi donna eccelsa» («Карл Великий»)

## Характеристика
Певица рассказывает о выборе музыки для альбома: «Оперные арии, создававшиеся на протяжении 100 лет: мы начинаем с барокко, а заканчиваем Чимарозой, композитором классической эпохи. Музыка прекрасна, и для меня это настоящее потрясение. Альбомом „Петербург“ мы говорим миру: русская барочная музыка существует! Я счастлива, что вношу свой 80-минутный вклад в её открытие. Для итальянцев это тоже ликбез: наши композиторы ездили во множество мест, но петербургский двор был одним из самых престижных». По её словам, «то, что бо́льшую часть диска составляют медленные арии, не случайно. Конечно, вы найдете в альбоме несколько барочных трюков и колоратур. Но преобладает другая музыка — нежная и трогательная. Это не ламенто (жанр скорбной арии-плача), а что-то новое. Думаю, итальянские композиторы видели и понимали, что на русскую публику воздействует медленная и меланхоличная музыка, — и учитывали эти пристрастия в своей работе. Для меня это удивительное открытие».
Музыкальный обозреватель «Известий» Ярослав Тимофеев, беседовавший с певицей об альбоме, отметил, что Чечилия Бартоли поёт по-русски чётче, чем многие русскоязычные певицы, но, вероятно, допустила неточность — в одной из арий она поёт «разверзи, пёс, гортани, лая», в то время как в XVIII веке в произведении высокого штиля скорее бы прозвучало не «пёс», а «пес».
Пластинка получила много отзывов в прессе. Gramophone.co.uk пишет, что того, кто ожидает изящного неаполитанского бельканто, ждёт сюрприз, так как музыка драматическая, вся из opere serie, и хвалит улучшившуюся манеру исполнения Бартоли. The Telegraph считает пластинку худшей в дискографии певицы и ставит ей 2 звезды. Выбранная ею музыка, по словам критика, в основном энергичная и витиеватая и имеет некоторый академический интерес; однако Бартоли поёт слишком высоко и визжит как банши. Planet Hugill указывает, что восприятие слушателем альбома зависит от того, любит ли он Бартоли вообще или нет, и награждает диск 4 звездами. Opera News (4,5 звезд) хвалит и манеру исполнения, и оркестр, и выбор арий.